# Paris Béguin
Paris Béguin é um filme de drama produzido na França, dirigido por Augusto Genina e lançado em 1931.